# Gor Mahia FC
Gor Mahia Football Club este un club de fotbal kenyan fondat pe 17 februarie 1968 din orașul Nairobi, capitala Keniei. Este unul dintre cele mai populare cluburi de fotbal din țară, celălalt club este AFC Leopards, de asemenea este și cel mai de succes club din Kenya în competițiile continentale ale Africii, câștigând Cupa Cupelor CAF în 1987.

## Palmares
| Competiții Naționale | Competiții Internaționale |
| - Campionatul Kenyei (21) : - Campioni : 1968, 1974, 1976, 1979, 1983, 1984, 1985, 1987, 1990, 1991, 1993, 1995, 2013, 2014, 2015, 2017, 2018, 2019, 2020, 2023, 2024 . - Vice-campioni : 1980, 1981, 1986, 1994, 1997, 2010, 2012, 2016. - Cupa Kenyei (8) : - Câștigători : 1981, 1983, 1986, 1987, 1988, 2008, 2011, 2012. - Finalistă : 1984, 1991, 2003, 2013. - Supercupa Kenyei (6) : - Câștigători : 2008, 2012, 2014, 2016, 2017, 2019. - Finalistă : 2011, 2013, 2015, 2018. - Top-8 Cup (2) : - Câștigători : 2012, 2015. - Finalistă : 2016. | - Liga Campionilor CAF : - Sferturi (2) - 1969, 1992. - Cupa Confederației CAF : - Sferturi (1) - 2019. - Cupa Kagame : - Câștigători (3) - 1980, 1981, 1985. - Finalistă (2) - 1984, 2015. - Cupa Cupelor CAF : - Câștigători (3) - 1987. - Finalistă (1) - 1979. - Cupa CAF : - Sferturi (1) - 1993. |

### Finale
| Finale jucate de Gor Mahia în Cupa Cupelor a Africii | Finale jucate de Gor Mahia în Cupa Cupelor a Africii | Finale jucate de Gor Mahia în Cupa Cupelor a Africii | Finale jucate de Gor Mahia în Cupa Cupelor a Africii | Finale jucate de Gor Mahia în Cupa Cupelor a Africii | Finale jucate de Gor Mahia în Cupa Cupelor a Africii | Finale jucate de Gor Mahia în Cupa Cupelor a Africii | Finale jucate de Gor Mahia în Cupa Cupelor a Africii | Finale jucate de Gor Mahia în Cupa Cupelor a Africii |
| Câștigată                                            | Câștigată                                            | Câștigată                                            | Câștigată                                            |                                                      | Pierdută                                             | Pierdută                                             | Pierdută                                             | Pierdută                                             |
| Anul                                                 | Campioană                                            | Scor                                                 | Adversar                                             | Anul                                                 | Finalistă                                            | Scor                                                 | Adversar                                             |                                                      |
| ---------------------------------------------------- | ---------------------------------------------------- | ---------------------------------------------------- | ---------------------------------------------------- | ---------------------------------------------------- | ---------------------------------------------------- | ---------------------------------------------------- | ---------------------------------------------------- | ---------------------------------------------------- |
| 1987                                                 | Gor Mahia                                            | 3 - 3 (g.d)                                          | Espérance Tunis                                      | 1979                                                 | Gor Mahia                                            | 0 - 8                                                | Canon Yaoundé                                        |                                                      |

## Legături externe
- Site-ul oficial al clubului Arhivat în 19 decembrie 2019, la Wayback Machine.